# Friedrich Wächter
Friedrich Wächter (Brassó, 1827. – Nagyszeben, 1884. április 26.) Szeben vármegye főispánja, a szászok grófja.

## Életrajza
Apja brassói szenátor volt. 1842-ben kadétként belépett a 39. számú Dom Miguel ezredbe és 1847-ben hadnagy lett. A szabadságharcban magyar honvédnek állt be, és a fegyverletétel után 1849. szeptember 7-én hadi törvényszék elé állították. Kiszabadulása után szülővárosában hivatalnok, majd szenátor lett. 1865-ben országgyűlési képviselőnek választották, és mint ilyen öt ifju-szenátortársával a szászok óhajait és követeléseit előterjesztette az unióbizottságnak. A Királyföld rendezésében nagy része volt. Mindig mérséklet álláspontot foglalt el. 1876. augusztus 8-án Szeben vármegye főispánjává nevezték ki.